# Игнатий Лойола
Дон Иниго Оняс де Лойола (на испански: Íñigo Oñaz de Loyola), канонизиран като Свети Игнаций/Игнатий (от) Лойола (на латински: Sanctus Ignatius de Loyola), е основател на Йезуитския орден.
Ражда се в семейство в Баския, принадлежащо към дребната аристокрация на Испания. В младостта си се отдава на военна кариера, но тежка рана го прави за дълго неспособен да изпълнява повинността си. По времето на своето лечение се посвещава на богословието, като особено въздействие му оказва животът на Христос. Вследствие на това си увлечение Лойола преживява огромна личностна промяна, която завършва с обричането му през 1534 г. на живот в служба на Бога в Светите места и във вярност към папата и католическата църква.
Личностната еволюция на Лойола съвпада с преломен за историята на католицизма момент. Църквата все повече губи влиянието си в Западна Европа под натиска на Реформацията, разраснала се с бързи темпове след 95-те тезиса на Мартин Лутер. Загубените позиции на католицизма принуждават папите от началото и средата на XVI век да предприемат по-решителни действия. В резултат се появява Контрареформацията. Именно в лицето на Лойола, вече приел името Игнаций, католическата църква вижда личност, способна да бъде движеща сила на Контрареформацията. С була на папа Павел III от 1540 г. е създадено Обществото на Исус, познато днес като Йезуитски орден. За негов водач е посочен Игнаций Лойола. Новосъздаденият орден си поставя цел защитата на вярата и започва да търси влияние чрез проповеди, преподаване, благотворителност и, не на последно място, обучаване на младежи от елита на Европа в ред добре организирани религиозни школи.
Доказателство за ползотворната работа на Лойола за каузата на Контрареформацията е фактът, че към годината на смъртта му (1556) обществото на Исус има силно влияние. Лойола е погребан в Рим, в храма-люлка на йезуитския орден, Църквата на светото Иисусово име (Chiesa del Santissimo Nome di Gesù). На 12 март 1622 г. е канонизиран заедно с Франциск Ксаверий от папа Григорий XV.

## Издания
- Игнацио Лойола, Избрани съчинения. Превод и встъпителна студия от А. Гънгов. С., 1998
- Игнатий Лойола. Духовные упражнения. Духовный дневник. М., Институт философии, теологии и истории св. Фомы, 2006

## Изследвания
- Бицили, П. М. Игнатий Лойола и Дон Кихот – в Сборник в чест на В. Златарски. С., 1925, 11-13
- Ян Гус. Мартин Лутер. Жан Кальвин. Торквемада. Лойола. Биографические очерки. М., Республика, 1995
- Григорий VІІ. Торквемада. Савонарола. Лойола. Челябинск, 1998, 438 с. (Жизнь замечательных людей. Биографическая библиотека Ф. Павленкова, 5)
- Барт, Р. Сад, Фурье, Лойола. М., Праксис, 2007
- Кшищоф Осух SJ. Подробно и общо изпитание на съвестта. С., Фондация „Комунитас“, 2011